# Jean Devé
Jean Devé, né le 4 février 1897 à Brest et mort pour la France le 11 juin 1942 à Bir Hakeim, est un militaire français, compagnon de la Libération. Vétéran de la première guerre mondiale, réserviste de l'aviation et cheminot de la SNCF, il s'engage dans les forces françaises libres après l'armistice du 22 juin 1940 et meurt lors de la bataille de Bir Hakeim.

## Biographie

### Jeunesse
Jean Devé naît à Brest le 4 février 1897 d'un père marin. S'orientant vers la mécanique, il obtient un certificat d'études pratiques industrielles.

### Première Guerre mondiale
Appartenant à la classe 1917, il devance l'appel au début de la Première Guerre mondiale et s'engage le 21 août 1914 pour la durée du conflit. Affecté au 1er régiment de dragons, il participe notamment à la première bataille d'Ypres et à la bataille de l'Artois,. Muté au 2e régiment léger le 31 mai 1916, il passe ensuite brièvement au 111e régiment d'artillerie lourde puis au 102e régiment d'artillerie lourde le 5 septembre 1916. Il termine la guerre dans les rangs du 130e régiment d'artillerie lourde qu'il a rejoint le 1er mars 1918. Le 1er juin 1919, il est affecté au 3e régiment d'artillerie avant d'être mis en congé illimité de démobilisation le 12 septembre suivant.

### Entre-deux-guerres
Employé comme mécanicien dans le civil, sa passion pour l'aviation le pousse à se réengager dans la réserve au sein du 3e régiment d'aviation de chasse le 4 mai 1922,. Après une période d'entraînement, il est promu caporal pilote de réserve le 22 novembre. En 1923, il commence à travailler dans les chemins de fer et vit à Blain, Trappes et Cholet,. Le 11 septembre 1929, il est promu sergent de réserve. En septembre 1938, il devient chef de district au sein de la toute jeune SNCF à la gare de Villedieu-les-Poêles,.

### Seconde Guerre mondiale
En septembre 1939, il rejoint son régiment de réserve lors de la mobilisation. Son âge ne lui permet pas de servir comme pilote mais son expérience de cheminot lui vaut une affectation spéciale dans les chemins de fer de campagne. Après l'armistice du 22 juin 1940 il décide de poursuivre la lutte et de rejoindre le général de Gaulle à Londres. Il s'engage dans les forces françaises libres sous le pseudonyme de Dewey et obtient un poste d'état-major. Mais désireux de combattre, il demande et obtient une mutation dans la Légion étrangère.
Promu lieutenant, il est affecté à la 13e demi-brigade de Légion étrangère (13e DBLE) et participe à la bataille de Dakar en septembre 1940. Il se distingue ensuite dans la campagne d'Érythrée en s'emparant d'une position d'artillerie. Lors de la même campagne, il participe au déminage de la voie ferrée reliant Massaoua à Asmara. Spécialiste du rail, il remet celle-ci en ordre de marche, permettant aux convois franco-britannique d'acheminer personnel et matériel. Il s'illustre à nouveau en s'emparant d'un nid de mitrailleuse lors de la prise de Massaoua, combattant avec six hommes contre vingt italiens.
En juin 1941, il prend part à la campagne de Syrie puis à la guerre du désert en Libye. Toujours au sein de la 13e DBLE, il commande une section de chenilettes Bren-Carrier lors de la bataille de Bir Hakeim et effectue de nombreuses patrouilles au nord de la position française. Lors de la sortie de force des troupes françaises, dans la nuit du 10 au 11 juin 1942, il ouvre la voie aux convois d'ambulances et neutralise plusieurs postes de mitrailleuses ralentissant celles-ci. Il est alors mortellement touché par un obus antichar. D'abord inhumé à Bir Hakeim, il est ensuite rapatrié et repose désormais au cimetière Saint-Martin à Brest.

## Décorations
|  |  |  |

| Chevalier de la Légion d'honneur | Chevalier de la Légion d'honneur | Compagnon de la Libération | Compagnon de la Libération | Croix de guerre 1939-1945 Avec une palme | Croix de guerre 1939-1945 Avec une palme |

## Hommages
- À Puyloubier, son nom est inscrit sur le monument aux morts de la légion étrangère, dans le cimetière communal[7].
- À Villedieu-les-Poêles, son nom a été donné à la rue desservant la gare SNCF devant laquelle a également été érigée une stèle commémorative[8],[9]. Son nom figure aussi sur le monument aux morts de la commune[10].